# Great Egg Harbor Bay
Great Egg Harbor Bay (oder Great Egg Harbor) ist eine Bucht zwischen Atlantic County und Cape May County im südlichen New Jersey in den Vereinigten Staaten. Der von 17 Zuflüssen gespeiste Great Egg Harbor River entleert sich in die Bucht. Während der Sangamonian-Warmzeit bildete der Great Egg Harbor River ein Delta, das den größten Teil des südlichen Cape May County umfasste. Im Laufe der Zeit änderte der Fluss seinen Lauf und mündete in den Atlantischen Ozean am Great Egg Harbor Inlet zwischen Ocean City und Longport. An ihrer östlichen Peripherie hat die Bucht eine Länge von rund 8 km.
Die Bucht hat eine Gesamtfläche von 22 km², ihre Tiefe schwankt. Sie ist in der Peck Bay am geringsten und erreicht bis zu 10 m.

## Geschichte
Während des Sangamonian Stage formten die abschmelzenden Gletscher Flüsse, die Schwebesedimente in den Atlantischen Ozean eintrugen. Der Great Egg Harbor River bildete damals ein Delta, das den Großteil des heutigen Cape May County bedeckte. Im Laufe der Zeit verlegte der Fluss seine Mündung an die heutige Position. Er mündet in die Great Egg Harbor Bay zwischen Ocean City und Longport am Great Egg Harbor Inlet.
Die ersten bekannten Bewohner der Region waren Menschen vom Volk der Lenni Lenape, die hier in den Sommermonaten fischten, Muscheln sammelten und badeten. John Somers war der erste Europäer; er ließ sich in der Gegend nieder, wo heute Somers Point liegt, an der nördlichen Peripherie der Bucht. Somers hatte das Land 1693 von Thomas Budd erworben und nannte das Gebiet Somerset Plantation, Somers Ferry und Somers Plantation, bis sich 1750 der Name Somers Point durchsetzte. Ab 1695 betrieb John Somers die erste Fährverbindung über die Bucht zum Cape May County. Sein Sohn Richard erbaute irgendwann zwischen 1720 und 1726 das Somers Mansion, welches das älteste noch bestehende Haus im County ist. Im 17. und 18. Jahrhundert benutzten Piraten und andere Seeleute die Bucht als Zuflucht. 1880, ein Jahr nach der Gründung von Ocean City, wurde eine regelmäßige Dampfschiffverbindung zwischen dort und Somers Point aufgenommen. 1897 wurden die Ostgrenzen von Peck Bay und Great Egg Harbor Bay als Stadtgrenzen des neugegründeten City of Ocean City verwendet.

### Brücken
1907 nahm die Atlantic City and Shore Railroad ihren Betrieb zwischen Atlantic City und Ocean City über Somers Point auf. Die Brücke über die Great Egg Harbor Bay brannte 1946 ab und wurde nicht wieder aufgebaut, und die Strecke wurde 1948 stillgelegt. 1914 finanzierte die Ocean City Automobile Bridge Company den Bau einer Mautstraßenbrücke zwischen Somers Point und Ocean City. Die Maut entfiel 1921 mit dem Kauf der Brücke durch den Bundesstaat New Jersey, und 1933 wurde die Brücke durch einen Neubau ersetzt. Diese Brücke, die World War Memorial Bridge mit der New Jersey Route 52, wurde 2012 durch eine breitere und höhere Brücke ersetzt.
1928 wurde eine Brücke im Norden von Ocean City eröffnet, die Great Egg Harbor Inlet mit dem Marschland von Atlantic County verband. Im selben Jahr finanzierte der Ocean City Automobile Club den Bau der Beesley’s Point Bridge, die Somers Point mit Beesley’s Point verband. Wegen Schäden wurde diese Brücke 2004 geschlossen und 2016 schließlich abgerissen. Die Great Egg Harbor Bridge wurde 1955 erbaut, und eine parallel verlaufende Brücke für den nordwärts verlaufenden Verkehr auf dem Garden State Parkway wurde 1973 eröffnet. Die bereits 1955 gebaute Brücke mit dem Verkehr nach Süden wurde 2016 ersetzt und die nach Norden führende Brücke wird saniert; die Fertigstellung ist für 2019 vorgesehen.

## Geographie

Karte der Great Egg Harbor Bay, der umgebenden Gewässer und der nahegelegenen Städte.

Vor der Mündung in die Great Egg Harbor Bay vereinigt sich der Great Egg Harbor River zwischen der Upper Township und der Egg Harbor Township mit Middle und Tuckahoe River. Die Bucht ist Teil des Lagunensystems hinter den Barriereinseln New Jerseys. Die Bucht ist eigentlich ein ertrunkenes Flusstal und bedeckt eine Fläche von 22 km². Sie erstreckt sich entlang der Küste über 8 km und etwa 4,5 km ins Landesinnere. Der Tidenhub schwankt von 1,52 m bei Springtide und 0,7 m bei Nipptide. Stürme, die auf die Küste treffen, haben erheblichen Einfluss auf die Tide. Die Bucht hat eine Salinität zwischen 17 und 32 ppt (parts per thousand) und gilt deswegen als polyhalin. Die Zirkulation des Tidenwassers in der Bucht verläuft entgegen dem Uhrzeigersinn und wird durch tiefe Kanäle verstärkt. Die Wasserqualität ist, trotz der urbanen Bebauung der Umgebung und der Sauerstoffsättigung gut. Bei Sturmflut gelangt Wasser aus Ocean City direkt in die Bucht.
An die Bucht grenzen 7662 ha Salzmarschen sowie Strände und Siedlungen. Die Wassertiefe in der Bucht reicht von weniger als einem Meter bis zu über zehn Meter im Hauptkanal, der vom Great Egg Harbor Inlet bis zu den Mündungen von Tuckahoe und Great Egg Harbor River reicht. Sedimente aus den Flüssen bildet Sandbänke und Wattflächen, die sich teils aus der Bucht erheben, um eine Reihe marschiger Inseln zu bilden, darunter die rund 100 ha umfassenden Rainbow Islands, die allerdings bei Springflut überspült werden sowie Cowpens Island. Der ansteigende Meeresspiegel führt dazu, dass diese Inseln im Jahr durchschnittlich 7 mm einbüßen. Sie haben zwischen 1940 und 1991 um etwa fünf Prozent an Größe verloren.
Die Kanäle in der Bucht tragen Sand und Muscheltrümmer in den Great Egg Harbor Inlet. In diesem sorgen wechselnde Strömungen für eine für Boote gefährliche Navigation, weil sich die Priele und Sandbänke stetig ändern. Um die Befahrbarkeit zu verbessern und die Sandvorspülung in Ocean City zu bestücken, baggert das United States Army Corps of Engineers regelmäßig an einer Stelle etwa 1500 m vor dem Great Egg Harbor Inlet.
Pecks Bay ist ein flaches Anhängsel der Great Egg Harbor Bay; sie liegt im südlichen Bereich zwischen Ocean City und dem Hauptteil des Cape May Countys. Pecks Bay ist außerdem Teil des Intracoastal Waterway und verbindet die Great Egg Harbor Bay mit dem Crook Horn Creek. Diese Fahrrinne verläuft an der Westseite von Ocean City und erreicht den Ozean bei Corson Inlet und führt südwärts durch das Cape May County.

## Ökosystem
Die Priele und Kanäle in der Bucht führen Sedimente, die einen weichen Grund schaffen und ein gutes, 280 ha umfassendes Habitat für Schalentiere schaffen. Andere Wirbellose in der Bucht sind Muscheln, Rankenfußkrebse, Flohkrebse, Schwebegarnelen und Würmer. In Flachzonen, in denen das Sonnenlicht den Grund erreicht, gedeihen Algen und Seegräser. Die Bucht ist außerdem Zuchtgebiet für Nördliche Venusmuscheln und Austern. 32 Arten Fisch wurden in der Bucht gezählt, darunter sechs Arten, welche die Bucht als Laichgebiet nutzen. Die gefährdete Lederschildkröte und andere Schildkrötenarten bewohnen die Küstengewässer von New Jersey, einschließlich der Bucht. Dutzende von Vogelarten nutzen die Gewässer und angrenzenden Marschlandschaften als Brutgebiet. Cowpens Island ist ein Vogelschutzgebiet und Nistkolonie für Reiher. Die Region gilt als eine der wichtigsten Ruheplätze für Zugvögel in den Vereinigten Staaten.

## Industrie
Im 18. Jahrhundert gab es in Somers Point mehrere Werften. Der Fang von Schalentieren ist vom 1. November bis zum 30. April erlaubt.
Der natürliche Küstenverlauf der Barriereinseln um Ocean City und Longport ist durch Küstenschutzbauwerke stark verändert.